# 오텀 리브스
《오텀 리브스》(영어: Autumn Leaves)는 1956년 개봉한 미국의 필름 느와르 드라마 영화로, 로버트 앨드리치가 감독을 맡았다. 1956 베를린 영화제 은곰상 감독상 수상작이다.

## 출연

### 주연
- 조안 크로포드
- 클리프 로버트슨

### 조연
- 베라 마일즈
- 론 그린
- 러스 도넬리
- 쉐퍼드 스트러드윅
- 셀머 잭슨
- 맥신 쿠퍼
- 마조리 베넷
- 프랭크 거스틀
- 레오나드 머디
- 모리스 맨슨
- 밥 홉킨스
- 프랭크 아놀드
- 메리 비노잇
- 폴 브래들리
- 베스 플라워스
- 로버트 셔만
- 랠프 볼키

## 기타
- 의상: 진 루이스